# Corujeira
Corujeira is een plaats (freguesia) in de Portugese gemeente Guarda en telt 143 inwoners (2001).